# Desarme (banda)
Desarme, banda de thrashcore-punk, originaria de la ciudad de Lima, Perú. Es una de las más importantes y antiguas de la escena limeña.

## Historia

### Primera etapa (1988-1995)
Perteneciente a la movida del Rock Subterráneo, Desarme nace en el distrito de Barranco (Lima) en el verano del año 1988, y debuta en la legendaria Jato Hardcore del mismo distrito, el 17 de abril de 1989. La banda surge de las ganas de tocar y expresarse que tienen un grupo de amigos del colegio y barrio al que pertenecen. La formación prehistórica de la banda, integrada por Rodolfo, Marut y Beto, alias «Orca HC», era de tipo virtual pues por esas épocas nadie sabía tocar ni la puerta, ni que instrumento le tocaría en la banda. 
En 1989 la formación sufre cambios, Beto emigra a tierras yanquis, y Marut Pozzi-Escot toma la batería, Rodolfo Vertiz sigue en guitarra, y entra Zoe Ascorra en el bajo y la voz. Esta es la primera formación real, sólida y en la que el grupo puede demostrar el estilo crossover o thrashcore que lo caracteriza y proyecta rápidamente a toda la escena nacional y extranjera.
A poco tiempo de esto llega para quedarse hasta ahora Carlos “Langax” Angeles en la otra guitarra para mayor peso y poder del grupo. En el periodo 89-94 la banda toca en más de 500 conciertos en Lima, y varias idas a Arequipa, Trujillo, y Cuzco, y graban el ya legendario demo «¿Por qué...?», del cual se venden cerca de mil copias sólo durante el primer año. Diez años después, este demo sigue en las tiendas y en la demanda del público como un clásico del hardcore metal peruano.
Luego de tocar en conciertos con bandas extranjeras como Masacre de Colombia, Cobalto de Argentina, Sadism de Chile, en el debut del ya legendario Condorock, de Bustos y Jáuregui, ser catalogados como la banda revelación de 1994 por el fanzine Tarántula y aparecer en numerosos fanzines peruanos y extranjeros, la banda se separa al no encontrar donde grabar su segunda producción.

### Segunda etapa (1997 al presente)
Durante la para, Rodolfo y Marut, junto a otros exintegrantes de la banda Thrash Mortala forman el proyecto Horror al Vacío en el que se siguen tocando temas del grupo y que no llega a buen puerto luego de dos años o más de hueveo y perdición, o de mejor dicho “diferencias musicales” entre sus integrantes...
Son fines del 97 y una llamada reúne una vez más a los “Crossover Masters”( sic.Fanzine Cuero Negro), en ese momento Zoe no se acerca a la reunión, Rodolfo toma la voz principal y Jose, ex Mortala el bajo. 
Con esta formación el combo regresa bajo pogo en “la Madriguera” de Surco, visitan Huancayo en el 98, tocan en numerosos conciertos en todo Lima y graban en 1999 su primera producción oficial con Averno Records; VISION HOSTIL, en la que juntan temas que no pudieron grabar y otros nuevos. La poca difusión de esta producción fue debido a problemas con la sala de grabación y el sello, quedando los masters secuestrados hasta la actualidad.
Luego de este suceso, la banda no se rinde y toca en el concierto Rock en el Parque, dado en el auditorio del Parque de Lima para cerca de 4000 personas junto a las mejores bandas de estilo fuerte de estos tiempos, así como una sesión en vivo para todo el país en Radio Nacional del Perú.

## Discografía

### Álbumes
- Visión hostil - 1998
- Corrosión en la nación - 2004
- Es tu error - 2006

### Maquetas
- ¿Por qué? - 1991
- Mon-Fu (sessions) - 1997

## Videos
- "Corrosión en la nación" (concierto en el Gran Complejo de Los Olivos, Lima, 14 de julio de 2007), YouTube